# Таласки район
Таласки район (на казахски: Талас ауданы) е съставна част на Жамбълска област, Казахстан. Административен център е град Каратау. Обща площ 12 040 км2 и население 54 774 души (по приблизителна оценка към 1 януари 2020 г.).